# Juma Saidi Nyoso
Juma Saidi Nyoso (ur. 19 sierpnia 1984 w Dar es Salaam) – tanzański piłkarz występujący na pozycji obrońcy. Zawodnik klubu Kagera Sugar FC.

## Kariera klubowa
Nyoso karierę rozpoczynał w 2005 roku w zespole Moro United FC. Następnie grał w Ashanti United FC, a w 2008 roku przeszedł do drużyny Simba SC. Zdobył z nią dwa mistrzostwa Tanzanii (2010, 2012). W latach 2013–2014 grał w Coastal Union FC, a w latach 2014-2017 w Mbyea City FC. W 2017 przeszedł do Kagera Sugar FC.

## Kariera reprezentacyjna
W reprezentacji Tanzanii Nyoso zadebiutował w 2007 roku. Do 2015 roku wystąpił w nim 27 razy.